# ایپن‌دام
ایپن‌دام (به هلندی: Ilpendam) یک منطقهٔ مسکونی در هلند است که در واترلاند واقع شده‌است. ایپن‌دام ۲٫۴۶ کیلومتر مربع مساحت و ۱٬۷۸۰ نفر جمعیت دارد.